# Peel Engineering Company
Peel Engineering Company — британская компания, занимающаяся производством мототехники, включая микромобили Peel Manxcar, Peel P50 и Peel Trident. Впоследствии компания перешла на производство лодок из стекловолокна с подвесным мотором, обтекателей для мотоциклов.
Компания была расформирована в 1974 году. В 2010 году была воссоздана.

## Продукция компании
В 1960-х годах компания занималась выпуском трёхколёсных микромобилей, рассчитанных на двух человек. Доступ в салон автомобилей обеспечивался откидыванием вперед кабины. Дверей в машине не было. Кабина изготавливалась из плексигласа. Выпускаемые модели:
- 1962—1965 — Peel P50
- 1964 — Peel Trident
- 1966—1967 — Peel Viking Sport

Всего было выпущено 120 автомобилей.
Выпускаемые фирмой обтекатели для мотоциклов позволяли снижать аэродинамического сопротивления, что, в свою очередь, уменьшало расход топлива и обеспечивало более высокие скорости при низких оборотах двигателя, что увеличивало срок службы двигателя.